# Perrinton
Perrinton – wieś w Stanach Zjednoczonych, w stanie Michigan, w hrabstwie Gratiot.